# Трг краља Петра I у Панчеву
Трг краља Петра  у Панчеву образован је 1761. године, а данашње просторне обрисе добија крајем 18. века. Осим честе промене имена, простор је мењао и намену, био је војни полигон, пијаца и парк. Трг на којем доминира парковска површина, налази се у историјском језгру града, између важних институција зграде Градске управе Града Панчева, Старе поште, од којих су поједини објекти споменици културе, као што су Зграда Магистрата, Стара пошта, Штапска зграда, Графова кућа.

## Историја
Место на коме се данас налази трг, за време турске а затим и аустроугарске владавине, налазило се унутар зидина утврђења. Међутим, тврђава је морала да буде срушена према одредбама Београдског мира из 1739. године.
Све до 1905. године, Трг Франца Јозефа имао је намену пијачног трга. У време одржавања изложбе 1905. године у Народној башти, трг је оплемењен садницама липа, дивљег кестена и платана.

## Парковски украси
Трг Велике пијаце је красио Велики крст посвећен Светој Тројици. Овај симбол трга подигнут је 1804. године, а израђен је од ружичастог мермера. Осим што је рушен од удара грома два пута, велики крст је током Другог светског рата по наредби немачких власти, склоњен с трга и премештен у порту Успенске цркве. Обновљен је 2004. године и враћен на старо место.
Трг Велике пијаце калдрмисан је 1853. године. На Великој пијаци ископан је 1830. године јавни бунар, а на њој се налази и прангија из које се пуцало у „опасним или свечаним приликама”, која се и данас налази на тргу.
Музички павиљон, од вештачког камена са електричном расветом, који се и данас налази на тргу, изграђен је 1928. године, када су образовани и травњаци.
Разгледнице из тридесетих година 20. века сведоче о постепеном нестајању поплочаних површина у корист зелених. Стазе у парковском делу обликоване су у виду великог сидра, а претпоставља се да је њихово уобличавање последица утицаја речног саобраћаја и трговине у граду.
Споменик краљу Петру I ослободиоцу, по коме је трг у више наврата носио име (а назив трга мењан је чак 11 пута), подигнут се 1932. године, на основу конкурсног рада Петра Палавичинија. Бронзани споменик коњаника, био је окренут према Београду, налазио се на каменом постаменту украшеном рељефима. После рата споменик је разбијен, а остаци постамента се данас налазе у Народном музеју у Панчеву-. У овом периоду трг је у целости озелењен, а пијаца потпуно измештена.
Осим поменутих споменика на тргу се могу видети и спомен бисте др Светиславу Kасапиновићу, Марку Kулићу, Јовану Јовановићу Змају, Олги Петров, Стевици Јовановићу.
Посебан украс трга је Фонтана „Водени цвет” изграђена 1973. године, дело вајара Божидара Јововића и архитекте Ивана Јелића.
Тих година парк је обогаћен и новом врстом дрвета, пратећи модне трендове у хортикултури, врстом Celtis occidentali – амерички копривић, који је заменио времешне тополе. Осим копривића, данас се на тргу налазе и сребрнолисне липе, јеле, јавори, дивљи кестен, брезе, кедрови, жалосни дудови... Захваљујући њиховим неправилним широким крошњама, стазе уз које су посађени, добијају ефекат зелених тунела.
Трг се простире на површини од 1,95ha и не представља само транзитно место већ и простор за састајање и окупљање становника. Данас се на тргу налази у модерно уређено, увек радо посећено дечје игралиште.